# Pteropsaron springeri
Pteropsaron springeri är en fiskart som beskrevs av Smith och Johnson 2007. Pteropsaron springeri ingår i släktet Pteropsaron och familjen Percophidae. Inga underarter finns listade i Catalogue of Life.